# Dendrochilum havilandii
Dendrochilum havilandii är en orkidéart som beskrevs av Ernst Hugo Heinrich Pfitzer. Dendrochilum havilandii ingår i släktet Dendrochilum och familjen orkidéer. Inga underarter finns listade i Catalogue of Life.